# Edd Stavjanik
Edd Stavjanik (* 12. Oktober 1927 in Wien; † 28. Oktober 2008 ebenda; gebürtig Eduard Sztavjanik ) war ein österreichischer Schauspieler.

## Leben

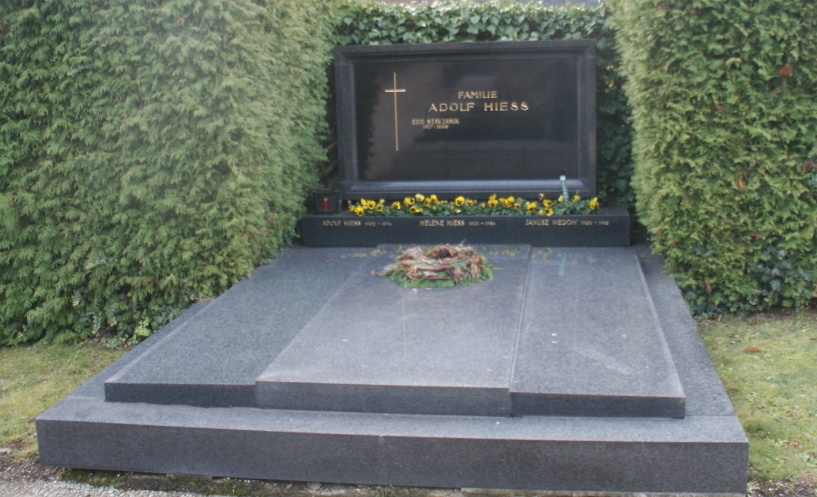
Grabstätte von Edd Stavjanik

Stavjanik gab nach seiner Schauspielausbildung in Wien sein Debüt am Vorarlberger Landestheater in Bregenz. Anschließend spielte er bis 1956 am Salzburger Landestheater. Ab 1957 arbeitete er viele Jahre am Volkstheater Wien, bevor er 1961 an das Burgtheater wechselte. Kurt Meisel holte Stavjanik in den 1970er Jahren für fast 5 Jahre nach München an das Residenztheater. Edd Stavjanik kehrte unter Achim Benning zurück an das Burgtheater. 
Ab 1955 übernahm Stavjanik kleinere Filmaufgaben und war später häufig in Fernsehproduktionen zu sehen. In der Serie Die liebe Familie hatte er in der Figur des Edi Janeck eine Dauerrolle. Zuletzt wirkte er 2002 in der Verfilmung von Robert Schindels Roman Gebürtig mit, wo er einen ehemaligen KZ-Aufseher verkörperte.
Stavjanik ist auf dem Friedhof Hinterbrühl in Mödling beerdigt. Er hatte zwei Töchter, eine der Töchter ist ebenfalls Schauspielerin.

## Ehrungen und Auszeichnungen
- 2008 Ehrenmedaille der Bundeshauptstadt Wien in Silber
- 2008 Österreichisches Ehrenkreuz für Wissenschaft und Kunst I. Klasse

## Filmografie (Auswahl)
- 1955: Die Sennerin von St. Kathrein
- 1956: Pulverschnee nach Übersee
- 1957: Der Pfarrer von St. Michael
- 1959: Der Verräter (TV)
- 1960: Frauen in Teufels Hand
- 1960: Der brave Soldat Schwejk
- 1962: Gasparone (TV)
- 1962: Der rote Rausch
- 1962: Waldrausch
- 1963: Im singenden Rößl am Königssee
- 1964: Karriere (TV)
- 1965: Die letzten Tage der Menschheit (TV)
- 1965: Freispruch (TV-Serie Oberinspektor Marek)
- 1965: An der Donau, wenn der Wein blüht
- 1966: Zwei Girls vom Roten Stern
- 1967: Ostwind (TV)
- 1967: Zwischenfall in Antiochia (TV)
- 1970: Der Querulant (TV)
- 1970: Passion eines Politikers (TV)
- 1970: Jedermann
- 1970: Der Feldherrnhügel (TV)
- 1971: Der junge Baron Neuhaus (TV)
- 1971: Der kleine Muck (TV)
- 1971: Operation Walküre
- 1971: Kaiser Karls letzte Schlacht (TV)
- 1971: Herr Pfeffermaus und seine Freunde (TV)
- 1972: Libussa (TV)
- 1973: Tatort: Weißblaue Turnschuhe
- 1973: Der Vorgang
- 1973: Crazy – total verrückt
- 1976: Tatort: Annoncen-Mord
- 1976: Derrick – Ein unbegreiflicher Typ
- 1976: Kleines Bezirksgericht (TV)
- 1977: Der Einstand (Fernsehfilm)
- 1977: Ein echter Wiener geht nicht unter – Der Hausabbruch
- 1977: Edwards Film (TV)
- 1977: Die Unverbesserliche (TV)
- 1978: Der Jagdgast (TV)
- 1978: Eine seltsame Bescherung (TV)
- 1980: Die Reise ins tausendjährige Reich
- 1980: Maria Theresia (TV)
- 1983: Die Erben
- 1983: Satan ist auf Gottes Seite (TV)
- 1983: Wagner (Serie)
- 1983: Die Schieber
- 1983: Hell in Frauensee (TV)
- 1984–1993: Die liebe Familie (Serie)
- 1991: Patient aus Leidenschaft
- 1994: Du bringst mich noch um
- 2002: Gebürtig